# Acéglutamide
L'acéglutamide (marque commerciale Neuramina) et le sel acéglutamide - aluminium (3:1) (marque commerciale Glumal) sont des psychostimulants, nootropiques et agent anti-ulcère gastro-duodénal qui sont commercialisés en Espagne et au Japon,,,. L'acéglutamide est un dérivé acétylé de l'acide aminé L-glutamine, précurseur du glutamate dans le corps et le cerveau humain. L'acéglutamide fonctionne comme une prodrogue de la glutamine qui augmente sa potentialité et sa stabilité. L'acéglutamide est utilisé comme psychostimulant et nootropique tandis que son sel d'aluminium est utilisé dans le traitement des ulcères,,,. L'acéglutamide peut aussi être comme source de glutamine stable dans les liquides pour prévenir les dommages causés par une malnutrition protéino-énergétique,,. Ce médicament montre aussi des effets neuroprotecteurs dans un modèle animal d'ischémie cérébrale(AVC).